# Područna nogometna liga Koprivnica 1974./75.
Područna nogometna liga Koprivnica, također i kao Prvenstvo Nogometnog saveza područja Koprivnica je bila liga petog stupnja nogometnog prvenstva Jugoslavije u sezoni 1974./75. 
 
Sudjelovalo je ukupno 10 klubova, a prvak je bio "Slaven" iz Koprivnice. 

## Ljestvica
| mj. | klub                      | ut.                    | pob.                   | ner.                   | por.                   | gol+                   | gol-                   | bod                    |
| --- | ------------------------- | ---------------------- | ---------------------- | ---------------------- | ---------------------- | ---------------------- | ---------------------- | ---------------------- |
| 1.  | Slaven Koprivnica         | 14                     | 11                     | 2                      | 1                      | 68                     | 23                     | 24                     |
| 2.  | Panonija Peteranec        | 14                     | 7                      | 4                      | 3                      | 41                     | 27                     | 18                     |
| 3.  | Borac Drnje               | 14                     | 8                      | 0                      | 6                      | 39                     | 32                     | 16                     |
| 4.  | Graničar Legrad           | 14                     | 5                      | 6                      | 3                      | 27                     | 27                     | 16                     |
| 5.  | Podravec Torčec           | 14                     | 5                      | 3                      | 6                      | 27                     | 39                     | 11 (-2)                |
| 6.  | Mladost Kloštar Podravski | 14                     | 3                      | 3                      | 8                      | 25                     | 39                     | 9                      |
| 7.  | Omladinac Kalinovac       | 14                     | 2                      | 4                      | 8                      | 35                     | 55                     | 8                      |
| 8.  | Lokomotiva Koprivnica     | 14                     | 3                      | 2                      | 9                      | 25                     | 45                     | 6 (-2)                 |
|     | Vilim Galjer Prugovac     | isključeni iz lige     | isključeni iz lige     | isključeni iz lige     | isključeni iz lige     | isključeni iz lige     | isključeni iz lige     | isključeni iz lige     |
|     | Graničar Đurđevac         | odustali od natjecanja | odustali od natjecanja | odustali od natjecanja | odustali od natjecanja | odustali od natjecanja | odustali od natjecanja | odustali od natjecanja |

## Rezultatska križaljka
| kratica | klub                      | BOR | GRAL | LOK | MLA | OML | PAN | POD | SLA | VILG | GRAĐ |
| --- | ------------------------- | --- | ---- | --- | --- | --- | --- | --- | --- | ---- | ---- |
| BOR | Borac Drnje               |     |      |     |     |     |     |     |     |      |      |
| GRAL | Graničar Legrad           |     |      |     |     |     |     |     |     |      |      |
| LOK | Lokomotiva Koprivnica     |     |      |     |     |     |     |     |     |      |      |
| MLA | Mladost Kloštar Podravski |     |      |     |     |     |     |     |     |      |      |
| OML | Omladinac Kalinovac       |     |      |     |     |     |     |     |     |      |      |
| PAN | Panonija Peteranec        |     |      |     |     |     |     |     |     |      |      |
| POD | Podravec Torčec           |     |      |     |     |     |     |     |     |      |      |
| SLA | Slaven Koprivnica         |     |      |     |     |     |     |     |     |      |      |
| VILG | Vilim Galjer Prugovac     |     |      |     |     |     |     |     |     |      |      |
| GRAĐ | Graničar Đurđevac         |     |      |     |     |     |     |     |     |      |      |
| |                           |     |      |     |     |     |     |     |     |      |      |
| podebljan rezultat - utakmice od 1. do 9. kola (1. utakmica između klubova) rezultat normalne debljine - utakmice od 10. do 18. kola (2. utakmica između klubova) rezultat nakošen - nije vidljiv redoslijed odigravanja međusobnih utakmica iz dostupnih izvora rezultat smanjen * - iz dostupnih izvora nije uočljiv domaćin susreta prekrižen rezultat - poništena ili brisana utakmica p - utakmica prekinuta 3:0 p.f. / 0:3 p.f. - rezultat 3:0 bez borbe n.i. - nije igrano |                           |     |      |     |     |     |     |     |     |      |      |

 Izvori:

## Unutarnje poveznice
- Zagrebačka zona 1974./75.
- I. razred NSP Koprivnica 1974./75.
- II. razred NSP Koprivnica 1974./75.